# Ртутна промисловість
Ртутна промисловість (рос. ртутная промышленность, англ. mercury industry; нім. Quecksilberindustrie f, Quecksilberbergbau m) — підгалузь кольорової металургії, що займається видобутком ртутних руд і їх переробкою з вилученням ртуті. 

## Загальна характеристика

Примітки: r – порівняльні дані; e – оцінка; Н.д. – немає даних. Джерела: US Department of the Inte the Interior Geological Survey on Mercury Mining Annual Revie and US Geological Survey Mineral Commodity Summaries much of hich contains estimated figures.Accordingly adjustments have been made here more accurate information has been obtained.

У залежності від типу ртутних руд використовують два варіанти технології вилучення ртуті з руд: окиснювально-дистиляційне випалення з виділенням ртуті з газової фази і комбінований спосіб, який включає попереднє збагачення і пірометалургійну переробку концентрату. Перша технологія, що застосовується для монометалічних руд, включає нагрівання руди до температури 500–600 °С в середовищі, що містить надлишок кисню. При цій температурірі сульфід ртуті повністю дисоціює на ртуть і сірку, сірка окиснюється до діоксиду. При конденсації парів ртуті утворюється металічна ртуть і промпродукт — ступпа, що вимагає спеціальної обробки. Ртуть, зібрана при конденсації або при відокремленні ступпи, проходить фільтрацію. Подальші схеми очищення ртуті різні (обробка лугами, кислотами, високотемпературна перегонка і ін.). Вони дозволяють отримувати високоякісну ртуть. 
Інша технологія, що застосовується для комплексних руд, включає збагачення з подальшою пірометалургійною переробкою їх у печах киплячого шару або у вакуум-термічних печах. Можливі також гідрометалургійні способи вилучення ртуті з руд і концентратів шляхом розчинення сульфіду ртуті в сульфідах лужних металів з подальшою цементацією ртуті металами (алюмінієм, цинком, залізом і ін.). В залежності від кількості домішок отримують 5 марок металічної ртуті з вмістом у них основної речовини від 99,9 до 99,999 %. Значними виробниками ртуті є Іспанія, Алжир, Китай, США, Туреччина, Мексика та ін. Перше місце у світовому виробництві ртуті належить Іспанії (унікальне родовище ртуті Альмаден, а також родовище Ентредічо). На початку XXI ст. світовий видобуток ртуті забезпечується головно чотирма країнами — Іспанія, Китай, Киргизстан і Алжир (табл.).
Табл. Світове первинне і побічне виробництво ртуті (т)

## В Україні
В Україні ртутна промисловість почала працювати з відкриттям у 1879 р. Микитівського родовища на Донбасі (експлуатується з 1886). У 1897 р. попри переважно ручну працю було видобуто максимальну кількість ртуті — 615 т. Пізніше, у зв’язку з відпрацюванням багатих руд на верхніх горизонтах, видобуток різко зменшився. До 1941 р. Микитівський ртутний комбінат був єдиним виробником ртуті у СРСР. Під час німецько-фашистської окупації 1941–1943 рр. видобуток ртуті припинено, обладнання вивезене на Хайдарканське ртутно-стибієве родовище у Сер. Азії, яке почало розроблятися з 1941 р. У 1943 р. видобуток ртуті на Микитівському родовищі відновлено. Освоєно технологію випалення ртутних руд у печах киплячого шару, що дозволило переробляти бідні руди (вилучення — до 85%). 
Потужність Микитівського ртутного комбінату — 1250 тис. т руди, виплавка близько 1000 т ртуті на рік. Разом з тим низька якість залишкових ртутних руд Микитівського родовища (0,123%), невеликі потреби України у ртуті (15,5 т у 1995 р.), високовитратне виробництво обумовили недоцільність подальшої розробки ртутних руд і роботи Микитівського комбінату. З 1995 р. видобувні роботи припинено.